# Kanabis
Kanábis tudi indijska konóplja, hášiš ali marihuána, pogovorno gándža ali tráva, je pripravek iz rastline rodu konoplja (Cannabis), ki se uporablja kot psihoaktivna droga in kot medicinski kanabis. Farmakološko je glavna psihoaktivna učinkovina kanabisa tetrahidrokanabinol (THC), sicer pa je v rastlini še več drugih kanabinoidov, kot so kanabidiol (CBD), tetrahidrokanabivarin (THCV) in kanabinol (CBN)..

## Lastnosti in učinki droge
Uživalci imajo težave pri iskanju natančnih besed za opis tega, kar želijo, imajo težave pri razumevanju tega, kar drugi povedo, pridobijo sposobnost za abstraktno mišljenje, lahko se pojavi občutek osamljenost. Seveda pa so ti dolgoročni učinki marihuane zelo različni, pri nekaterih se zaradi uživanja izoblikuje bolj tekoč govor, pomaga pri premagovanju treme. Uporablja se za lajšanje bolečin.

### Zdravstvene posledice
Kanabis deluje kratkoročno kot učinkovit antiemetik in analgetik ter znižuje očesni tlak, kar izboljša počutje uživalca in blaži simptome pri bolnikih z aidsom, nekaterimi rakavimi obolenji in glavkomom.
Po drugi strani obstajajo šibki dokazi o dolgoročnih negativnih posledicah uporabe kanabisa na fizično zdravje, predvsem dihala in obtočila. Uporaba kanabisa poslabša prognozo pri okužbi s hepatitisom C in je povezana s povečanim tveganjem za več vrst raka. Ni dokazov, da bi povzročala duševne motnje sama po sebi, vendar poveča tveganje za izbruh in relaps obstoječih psihoz pri dolgotrajnih uporabnikih.

## Zgodovina
Dokazi za inhalacijo kanabisa izvirajo iz 3. tisočletja pr. n. št. kot nakazujejo zoglenela semena kanabisa, ki so jih našli v ritualni žerjavnici v staroveškem pokopnem mestu v sedanji Romuniji. Najbolj znani uživalci kanabisa so biti antični Hindujci iz Indije in Nepala. V sanskrtu so zelišče imenovali ganžika (गांजा/গাঁজা v sodobnih indijskih jezikih gandža). Antično mamilo soma, ki je omenjena v Vedah kot sveti omamljajoči halucinogen, so večkrat povezali s kanabisom.